# Trapecista
«Trapecista» (рус. Акробатка) — пятый CD-сингл и шестой радиосингл испанского поп-певца Энрике Иглесиаса из его дебютного альбома «Enrique Iglesias».

## Общая информация

Иглесиас в клипе «Trapecista»

Песня была написана Рафаэлем Перес-Ботия, песня стала пятым синглом певца из его дебютного альбома, который занимал 1-е место в США. Это лучший результат для латиноамериканского альбома того времени, к примеру одна из самых популярных латиноамериканских певиц того времени Селена выпустила из своего альбома 1994 года «Amor Prohibido» только 4-е сингла, которые лидировали в США. Видео на песню снимал Джон Смел, который снимал видеоклипы на песни Иглесиаса «Si Tu Te Vas» и «Experiencia Religiosa».

## Хит-парады
Песня дебютировала в США на 13-м месте 16 ноября 1996 года, и лидировал через три недели. На первой позиции песня продержалась 5 недель, а после на протяжении десяти недель находилась в «десятке» лучших.
| Чарт (1996)/(1997)                          | Пиковая позиция |
| ------------------------------------------- | --------------- |
| US Billboard Hot Latin Tracks               | 1 (5 недель)    |
| US Billboard Latin Pop Airplay              | 2               |
| US Billboard Latin Regional Mexican Airplay | 8               |
| US Billboard Latin Tropical/Salsa Airplay   | 19              |